# Sokayasa
Sokayasa is een bestuurslaag in het regentschap Banjarnegara van de provincie Midden-Java, Indonesië. Sokayasa telt 2601 inwoners (volkstelling 2010).